# Kikongo (sprog)
Kongo-sproget eller Kikongo er et bantusprog, der tales af Kongo-folket i Republikken Congo, DR Congo og Angola.
| Sprog | Spire Denne artikel om sprog er en spire som bør udbygges. Du er velkommen til at hjælpe Wikipedia ved at udvide den. |